# Lizard-Island-Nationalpark
Der Lizard-Island-Nationalpark (engl.: Lizard Island National Park) ist ein Nationalpark im Nordosten des australischen Bundesstaates Queensland.

## Lage
Er liegt 1.624 Kilometer nordwestlich von Brisbane und 70 Kilometer nördlich von Cooktown.
Die Insel gehört zur Lizard Island Group. Die Inselgruppe gehören zum Weltnaturerbe Great Barrier Reef.
In der Nachbarschaft liegen die Nationalparks Turtle Group, Three Islands Group, MountWebb und Starcke.

## Landesnatur
Lizard Island ist eine Granitinsel mit einer Grundfläche von 9,91 Quadratkilometer, die sich bis auf 359 Meter über dem Meer erhebt. Südlich der Hauptinsel gibt es vier kleinere Inseln, Osprey Island, Palfrey Island, South Island und Seabird Islets. Etwas westlich dieser Gruppe liegt Eagle Island. Ihre Riffe umgeben eine zehn Meter tiefe blaue Lagune.

## Flora und Fauna
Mehr als die Hälfte von Lizard Island ist mit Grasland bewachsen. Daneben finden sich Eukalyptus- und Akazienwälder, Heideland sowie Myrtenheiden- und Mangrovensümpfe.
Das bekannteste Tier der Insel ist der Arguswaran. Die umliegenden Inseln sind wichtige Brutplätze, vor allem für Seeschwalben.

## Einrichtungen und Zugang
Es gibt einen Zeltplatz in der Watsons Bay, der mit Toiletten, Picknicktischen, Grills und einem Brunnen ausgestattet ist. Etliche Wanderwege führen über die Insel.
Die Inseln sind mit Privatflugzeugen ab Cairns oder Cooktown sowie mit Booten ab Cairns, Cooktown und Port Douglas zu erreichen. Lizard Island besitzt ein kleines Flugfeld.

## Geschichte

### Vor dem Eintreffen der Europäer
Bei den örtlichen Aborigines vom Stamme der Dingaal hieß die Insel Dyiigurra und galt als heilige Stätte. Die Ureinwohner nutzten sie zur Initiation junger Männer und um Schalentiere, Schildkröten, Dugongs und Fisch zu fangen. Die Dingaal glaubten, dass die Lizard Island Group in der Traumzeit entstanden sei. Sie sahen die Inselgruppe als Stechrochen an, wobei Lizard Island selbst den Körper und drei andere Inseln den Schwanz bilden. Der Stamm der Dingiil nennt die Insel Jiigurru.

### Nach dem Eintreffen der Europäer
Von Captain Cook erhielt die Insel ihren heutigen Namen, als er sie am 12. August 1770 passierte. Er berichtete:

„The only land Animals we saw here were Lizards, and these seem'd to be pretty Plenty, which occasioned my naming the Island Lizard Island.“

„Die einzigen Landtiere, die wir sahen, waren Warane, und es schienen ziemlich viele zu sein, sodass ich die Insel Lizard Island nannte“

Cook bestieg den Berg auf Lizard Island, um nach einem Weg durch das verwirrende Netz von Riffen hinaus in die offene See zu finden. Der Berg heißt seitdem Cook’s Look.
In den 1860er-Jahren wurde die Insel von Trepangfischern als Basis genutzt, die in den Gewässern um die Insel große Mengen des in Asien als Delikatesse geschätzten Tieres fanden.
1879 bauten Kapitän Robert Watson mit Frau und kleinem Sohn sowie zwei Dienern eine von der Crew der Julia Percy hinterlassene Hütte für ihre Zwecke um. Die Ruinen dieser Hütte kann man heute noch sehen. Kapitän Watson war Trepangfischer. Als er einmal auf Fischzug war, ermordeten die Aborigines vom Festland einen seiner Diener. Seine Frau Mary Watson war erst 21 Jahre alt, als sie auf der Insel ankamen, und wurde wegen ihres Muts und ihrer Ausdauer berühmt. Nach dem Angriff der Aborigines versuchte sie zusammen mit ihrem Sohn und dem anderen chinesischen Diener in einem eisernen Kochkessel auf das Festland zu fliehen. Diese große, rechteckige Wanne zum Kochen von Trepang kann man heute im Queensland Museum sehen. Der Kessel trieb aber vom Festland fort und alle drei verdursteten neun Tage später auf der wasserlosen Howick-Insel Nr. 5. Ihre Leichen wurden drei Monate später zusammen mit Mary Watsons Tagebuch entdeckt.
In der Staatsbibliothek von Queensland werden zwei Tagebücher von Mary Watson aufbewahrt. Eines beschreibt ihre letzten neun Monate auf Lizard Island. Das andere dokumentiert ihre letzten Tage auf der Flucht. Als Vergeltung für den Angriff wurde eine Strafexpedition gegen Gruppen von Aborigines ausgerüstet, die aber mit größter Wahrscheinlichkeit die falschen Gruppen erwischte. Fotos von Mary Watson, der Enthüllung ihres Denkmals in Cooktown und weitere Dokumente zu ihrer Person werden in der Staatsbibliothek von Queensland aufbewahrt und wurden digitalisiert.
1939 wurden alle Inseln der Gruppe zum Nationalpark erklärt, den heute der Queensland Parks and Wildlife Service verwaltet. Für Untersuchungen auf der Lizard Island Group und den umgebenden Seegebieten benötigt man eine Erlaubnis.

## Heutige Nutzung
Auf Lizard Island gibt es eine Reihe von Einrichtungen:
Lizard Island Research Station
An der Westspitze der Insel gibt es eine Versuchsstation des Australian Museum. Dort werden Untersuchungen und Kurse für an Studien über Korallenriffe Interessierte durchgeführt. Seit die Station 1973 eröffnet worden ist, publizierten australische und internationale Wissenschaftler über 1000 Forschungsberichte.
Lizard Island Resort
An der Nordwestseite der Insel gab es einen kleinen Luxusresort, das bis November 2009 von Voyages Hotels & Resorts betrieben wurde und danach von Delaware North übernommen wurde. Der Resort mit 40 Bungalows konzentriert sich auf die Abgeschiedenheit der Gegend und Wassersportaktivitäten, wobei man von der Lage am Great Barrier Reef profitiert. Auch Tauchgänge zur nahegelegenen Cod Hole werden angeboten.